# Parlamento Federale del Nepal
Il Parlamento Federale del Nepal (in nepalese संघीय संसद नेपाल, Saṅghīya Sansada Nēpāla) è il massimo organo legislativo nepalese. Esso ha struttura bicamerale ed è dunque composto da una camera alta, l'Assemblea nazionale (di 59 membri), e da una camera bassa, la Camera dei rappresentanti (di 275 membri). 
Il Parlamento attuale è stato istituito nel 2018, mentre precedentemente esso era composto da una sola camera di 601 membri avente il ruolo di assemblea costituente, vista la transizione democratica e repubblicana del paese, iniziata nel 2008 con l’approvazione di un cruciale emendamento costituzionale che ha definitivamente abolito la monarchia nel paese e ha avviato il processo di riforme.

## Assetti precedenti

### 1990-2006
Secondo la Costituzione del 1990, che ha stabilito definitivamente nel paese la forma di governo della monarchia costituzionale (ma che è ora stata abrogata), il Parlamento si componeva di due Camere legislative:
- La Camera alta (Rastriya Sabha) di 60 membri, di cui 35 eletti dalla camera bassa, 15 rappresentanti regionali e 10 nominati dal re. La legislatura era di sei anni, ma il re poteva sciogliere la Camera a sua discrezione.

- La Camera bassa (Pratinidhi Sabha) di 205 membri, eletti in collegi uninominali in base ai distretti. La legislatura era di cinque anni, ma il re se ne poteva riservare la dissoluzione anticipata su parere del Primo ministro, prima dello scadere del suo mandato.

Tale sistema funzionò fino al 21 maggio 2002, quando il neo-asceso Re Gyanendra del Nepal, al fine di contrastare l’instabilità politica nel paese causata anche dal massacro dei reali nepalesi dell’anno precedente e dalla continua guerriglia dei militanti maoisti, sciolse la Camera dei Rappresentanti ed entrò sempre più attivamente nella dinamica della politica nazionale, sciogliendo nel 2005, il governo con la dichiarazione di uno stato di emergenza e ponendosi a capo del paese, basandosi sull’Art. 115 della costituzione.

### 2005-2008
L'atto unilaterale del Re fu dunque inizialmente accolto con grande favore dall'opinione pubblica nepalese, che, specialmente nella capitale, era più volte scesa in piazza per richiedere le dimissioni dei politici e perché il re assumesse direttamente il controllo della situazione.
Gyanendra promise in un discorso che la "pace e la democrazia effettiva" sarebbero state ripristinate "entro tre anni", ritenuti necessari per debellare la rivolta maoista, auspicando già per l’ottobre 2005 lo svolgimento delle elezioni politiche, pur non godendo dell'appoggio dei principali partiti, dai quali era visto come un autocrate e dittatore.
Alla fine, con l’aumento della pressione politica e delle proteste contro il Re (denominate Rivoluzione nepalese del 2006) ed il mancato successo nell’ottenere gli obiettivi prefissati, il Parlamento è stato ufficialmente restaurato (secondo la composizione emersa dalle ultime elezioni del 17 maggio 1999) il 24 aprile 2006 con 204 dei membri originari. 
Tale legislatura, che venne presto chiamata Legislatura ad interim del Nepal (all’inizio solo Camera dei rappresentanti restaurata) ebbe la sua prima riunione il 28 aprile 2006 e divenne effettivamente una legislatura di transizione solo il 15 gennaio 2007, dopo la firma di un accordo di pace globale tra l'Alleanza dei sette partiti, favorevoli al sistema monarchico, ed i guerriglieri maoisti, costituitisi nel Partito Comunista del Nepal (centro maoista) (i quali furono dunque inclusi nel restaurato parlamento, aumentando così il numero di seggi a 329).
Tra il 15 gennaio 2007 ed il 10 aprile 2008, in attesa delle elezioni per un’assemblea costituente, secondo quanto prescritto dagli accordi di pace con i maoisti, il Parlamento ha svolto le sue funzioni in assetto provvisorio unicamerale, con la designazione dei membri mediante la regola del consenso.
I partiti politici che hanno partecipato alla legislatura di transizione sono stati (in ordine decrescente di deputati):
- Partito del Congresso Nepalese
- Partito Comunista del Nepal (marxista-leninista unificato)
- Partito Comunista del Nepal (centro maoista)
- Partito del Congresso Nepalese (democratico)
- Partito Rastriya Prajatantra
- Partito Nepal Sadbhawana (Anandidevi)
- Jana Morcha Nepal
- Rastriya Jana Morcha Nepal
- Partito Comunista del Nepal (unificato)
- Partito Nepal Majdur Kisan
- Fronte della Sinistra del Nepal

Tale legislatura fu infine sciolta nel gennaio 2007 per permettere l’indizione di nuove elezioni per un’Assemblea costituente (avvenute il 10 aprile 2008).

### 2008-2013

L’assetto della Prima assemblea costituente.

Completato il processo elettorale, dunque, il nuovo corpo costituente unicamerale di 601 membri, cooptati in base ai risultati elettorali tramite accordi con le forze politiche, si è ufficialmente insediato il 28 maggio 2008. Il suo incarico era di scrivere una nuova costituzione e di agire, nel mentre, come ulteriore legislatura provvisoria per un periodo di due anni.
Come primo provvedimento, avvenuto durante la sessione inaugurale, l’Assemblea ha subito votato per l’abolizione dell’istituzione monarchica, sostituita dalla repubblica con una costituzione provvisoria emanata per l’occasione).
Ciononostante, l’Assemblea non è stata comunque in grado, viste le forti divisioni, di redigere un nuovo testo costituzionale, venendo così sciolta, dopo un’estensione di mandato di quattro anni, il 28 maggio 2012. Essendo dunque state indette ulteriori elezioni per una nuova assemblea costituente, quest’ultima fu definita Prima assemblea costituente nepalese.

### 2013-2018

L’assetto della Seconda assemblea costituente.

Le successive elezioni per una nuova assemblea costituente (detta Seconda assemblea costituente nepalese), inizialmente previste per il 22 novembre 2012, si tennero, alla fine, un anno dopo, il 19 novembre ed il 7 dicembre 2013, dopo essere state rinviate più volte.
Il corpo, sempre unicamerale di 601 membri, si insediò il 21 gennaio 2014 e, dopo mesi di discussione, approvò infine la nuova costituzione, che entrò in vigore il 20 settembre 2015 stabilendo una repubblica parlamentare laica e federale.
In virtù di ciò, secondo una disposizione transitoria del testo, l’Assemblea fu convertita in una legislatura ordinaria, ma sempre di transizione, fino all’insediamento della prima legislatura repubblicana, derivante dalle elezioni del 7 dicembre 2017, il 4 marzo 2018. Il 7 febbraio 2018 si sono altresì tenute le elezioni per la nuova camera alta, l’Assemblea nazionale, insediatasi lo stesso giorno.